# La tinozza
La tinozza è un pastello del pittore francese Edgar Degas, realizzato nel 1886 e conservato al museo d'Orsay di Parigi.

## Storia
Negli scritti di Degas leggiamo:
(Edgar Degas)

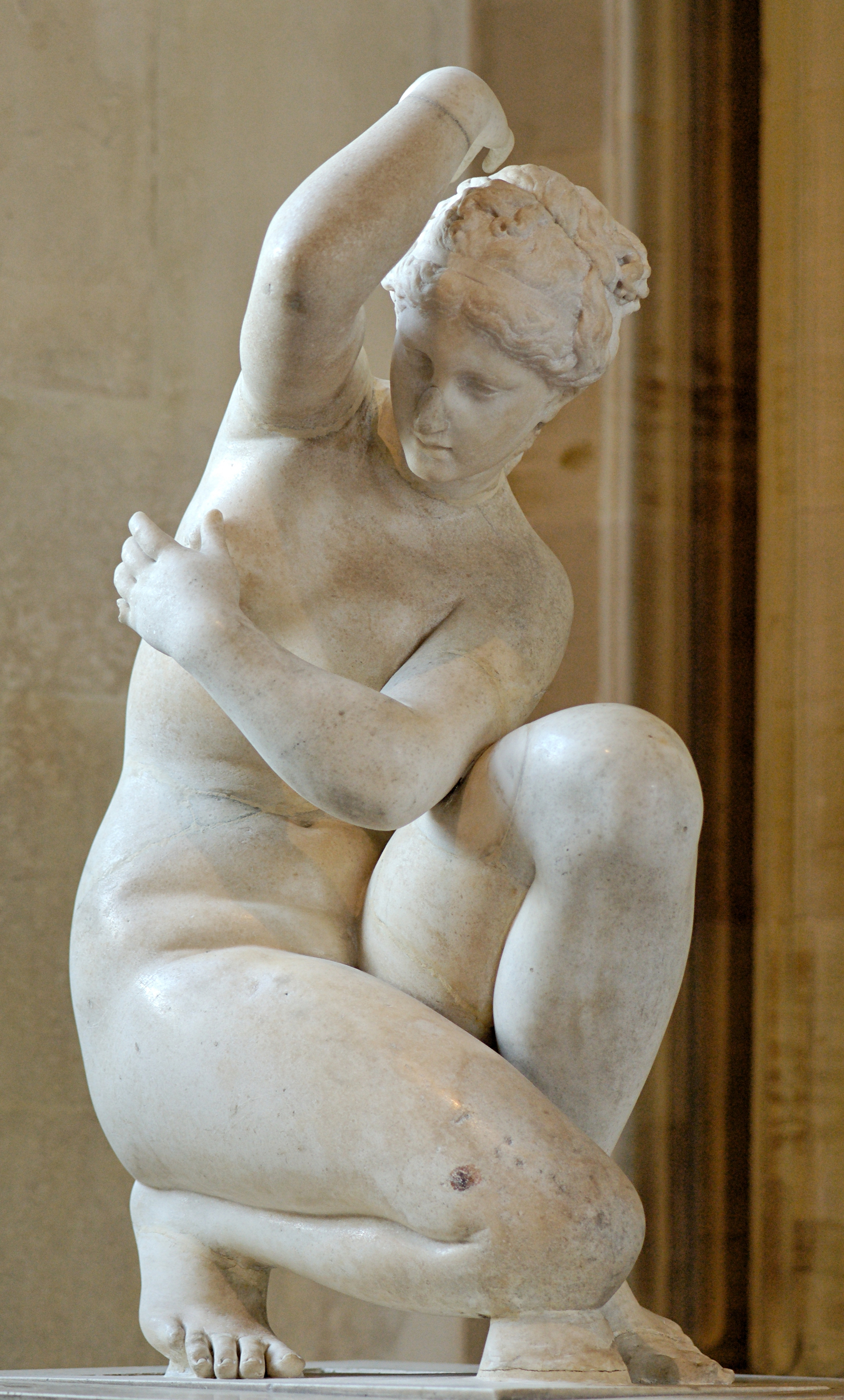
Fotografia dellAfrodite accovacciata

Seppur tracimante di misantropia, il testo proposto descrive splendidamente il modo con cui Degas si rapportava ai nudi femminili. L'arte ufficiale, infatti, promuoveva un tipo di nudo idealizzato ed estetizzato: niente di più lontano dalla visione di Degas, il quale spogliava le proprie muse da ogni coloritura sociale e familiare e le coglieva in attimi di vita quotidiana, come per l'appunto la toeletta. Si trattava di un modo di fare arte che non era esente da critiche.
La tinozza, presentata per la prima volta nel corso dell'ottava mostra impressionista svoltasi nel 1886, subì un'accoglienza molto ondivaga: molti critici, oltraggiati dalla spregiudicatezza del pastello, lo giudicarono con affrettata superficialità e rimproverarono Degas di aver consegnato un nudo così «animalesco» alla riflessiva immobilità dell'arte (non sapendo, evidentemente, che il pittore per quanto concerne la posa della modella si rifaceva a modelli colti, nella fattispecie l'antica Afrodite accovacciata). Altri, invece, ne ammirarono la semplice ma profonda spontaneità e dedicarono al pittore non velenose critiche, ma ardenti parole d'elogio. Particolarmente apprezzata fu la volontà di Degas di cogliere la dimensione intima delle donne, senza per questo creare immagini volgari o provocanti. Il letterato Joris-Karl Huysmans, per esempio, ne lodò l'assenza di idealizzazioni estetizzanti:
(Joris-Karl Huysmans)
Passata nel 1895 nelle collezioni di Emile Boussod e nel 1911 nelle raccolte d'arte di Isaac de Camondo, La tinozza venne consacrata all'ufficialità del museo sempre nel 1911, quando venne acquisita dal Louvre. L'opera pervenne alla sua sede attuale solo nel 1986, quando entrò nelle collezioni del museo d'Orsay, dove è tuttora esposto sotto il numero di catalogo RF 4046.

## Descrizione

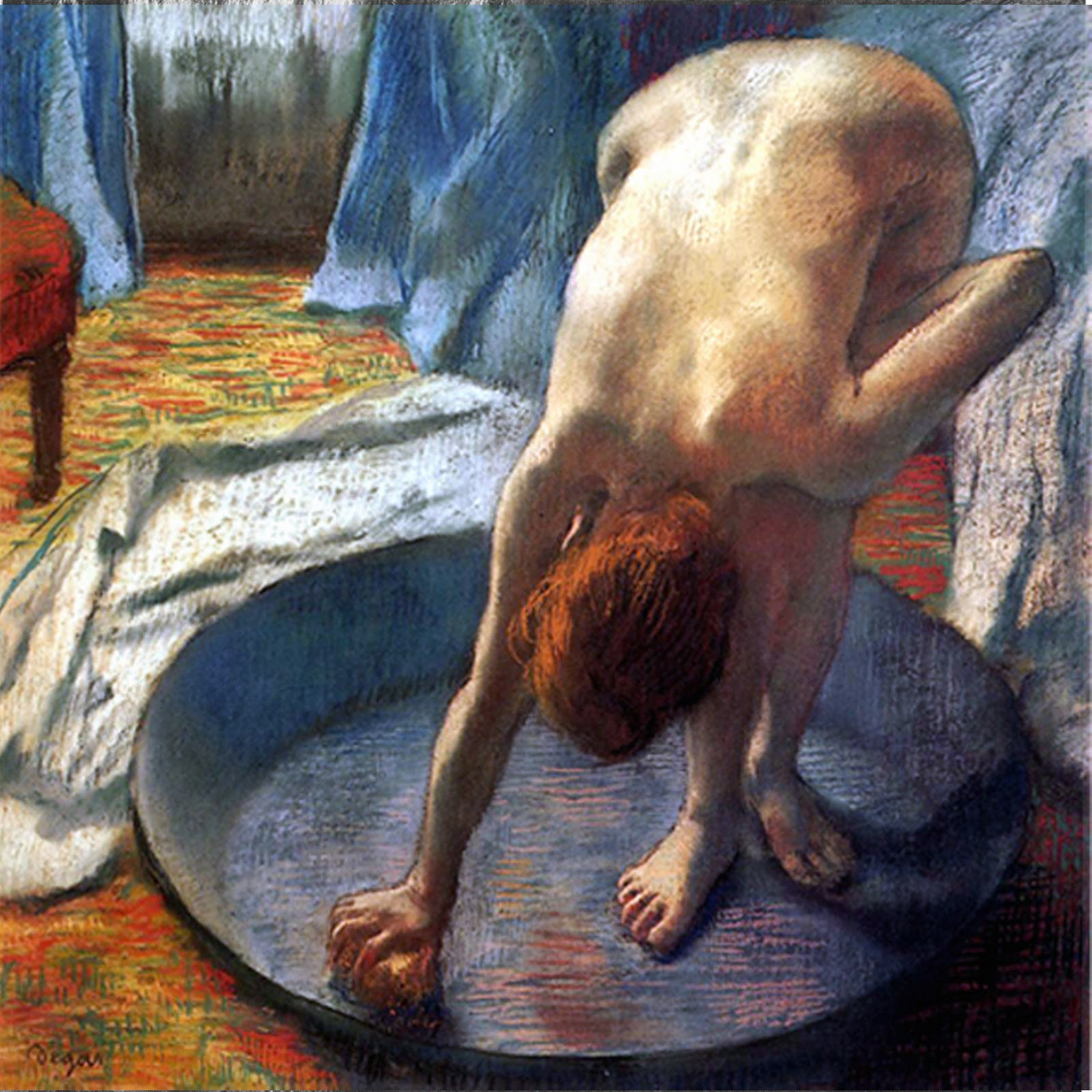
Altra opera appartenente al vasto corpus di nudi naturalistici realizzato da Degas

È ancora una volta Huysmans a descriverci La tinozza: 
(Joris-Karl Huysmans)
In quest'opera il pennello di Degas occhieggia nell'interno di un'abitazione privata, dove una giovane e fragile donna è raffigurata chinata di spalle mentre si lava il collo: è completamente svestita, ma elude l'oscenità e, anzi, restituisce un'impressione di delicatezza e pudicizia (d'altronde, come ha osservato la critica d'arte Giovanna Rocco, è impensabile ritenere volgare un «gesto che non ha nulla di voluttuoso, perché rientra nelle naturali mansioni che il nostro corpo ci impone»). Sotto i suoi piedi vi è infine la tinozza di ferro che dà il nome al dipinto.
Anche in questo pastello Degas si concede ampie libertà compositive e decide audacemente di falsare la prospettiva ricorrendo alla tecnica dello «strapiombo». Nella porzione destra della scena, infatti, interviene una mensola biancastra sulla quale è disposta l'oggettistica da bagno, che nel suo complesso va a costituire uno splendido brano di natura morta: vi troviamo, infatti, un paio di forbici, una spazzola, una massa di capelli posticcia e due brocche di grandi dimensioni, di cui la prima è in rame e l'altra è bianca e finemente decorata. L'inserimento della mensola genera una morbida (seppur netta) cesura dello spazio pittorico e giustifica la rappresentazione dall'alto dell'attività della donna, della quale maschera così il volto. Gli altri dettagli che completano il pastello ribadiscono invece l'indigenza della donna: il pavimento, infatti, è logoro e malandato, e la stessa donna si sta lavando in una tinozza, non potendosi evidentemente permettere una vasca da bagno. Sullo sfondo si scorge infine un letto sfatto.